# Pascal Breuer
Pascal Breuer (Monaco di Baviera, 26 luglio 1966) è un attore e doppiatore francese di origine austriaca attivo in Germania.

## Biografia
Pascal Breuer proviene da una dinastia di attori e artisti ed è di origine austriaca e francese. Suo bisnonno era il cantante d'opera Hans Breuer. Suo nonno, l’attore Siegfried Breuer, ebbe grande successo come star del cinema negli anni Quaranta e Cinquanta. Pascal Breuer è figlio dell’attore Siegfried Breuer jr., che recitò insieme a Romy Schneider nel film Die Deutschmeister. 
Sua madre francese, originaria della Normandia, si dedicava occasionalmente alla recitazione e si esibiva in letture. Anche suo fratello, Jacques Breuer, ha lavorato come attore e doppiatore.
I genitori di Pascal Breuer si separarono quando lui aveva 9 anni, e da allora visse con la madre. A 17 anni, tra il 1984 e il 1986, completò la sua formazione di attore presso la Otto-Falckenberg-Schule di Monaco di Baviera e da allora si è esibito sul palcoscenico, tra l’altro, a Monaco, Düsseldorf, Francoforte, Berlino e Colonia. 
Pascal Breuer è stato legato sentimentalmente per 13 anni all'attrice Olivia Pascal. Attualmente è in una relazione con l'attrice Mia Geese. 

## Filmografia

### Televisione
- L'ispettore Derrick (Derrick) - serie TV (3 episodi) (1982-1984)
- Nesthäkchen - serie TV (3 episodi) (1983)
- Il commissario Köster (Der Alte) - serie TV (1984-2007)
- Faber l'investigatore (Der Fahnder) - serie TV (2 episodi) (1988-1990)
- Al di qua del paradiso (Mit Leib und Seele) - serie TV (1 episodio) (1989)
- La famiglia Drombusch (Diese Drombuschs) - serie TV (5 episodi) (1992)
- Eurocops - serie TV (1 episodio) (1993)
- La nave dei sogni (Das Traumschiff) - serie TV (1993,2004)
- Soko 5113 - serie TV (4 episodio) (1993-2012)
- Un caso per due (Ein Fall für zwei) - serie TV (1 episodio) (1995)
- Medicopter 117 - Jedes Leben zählt - serie TV (1 episodio) (1999)
- Rosamunde Pilcher - serie TV (2000)
- Guardia costiera (Küstenwache) - serie TV (2001,2006)
- SOKO - Misteri tra le montagne (SOKO Kitzbühel) - serie TV (2003,2015)
- Die Rosenheim-Cops - serie TV (2 episodi) (2005,2021)
- Utta Danella - serie TV (2006)
- La casa del guardaboschi (Forsthaus Falkenau) - serie TV (2006)
- Siska - serie TV (2006-2008)
- La valle delle rose selvatiche (Im Tal der wilden Rosen) - serie TV (2007)

## Doppiaggio
- Shah Rukh Khan in Pardes, Hum Tumhare Hain Sanam, Saathiya, Kal Ho Naa Ho, Don: The Chase Begins Again, Dil To Pagal Hai, Om Shanti Om, Chak De! India, L'amore porta fortuna, Kabhi Khushi Kabhie Gham..., Dil Se, Una coppia voluta da Dio, King Uncle, Il mio nome è Khan, Don 2, Ra.One, Jab Tak Hai Jaan, Chennai Express, Felice anno nuovo, Deewana, Dilwale, Zero,  Paṭhān
- Bret McKenzie in Il Signore degli Anelli - Il ritorno del re, Lo Hobbit - Un viaggio inaspettato
- Vincent D'Onofrio in Full Metal Jacket
- Josh Pais in Tartarughe Ninja alla riscossa
- Brian Krause in I sonnambuli
- Matthew Porretta in Robin Hood - Un uomo in calzamaglia
- Bradley Whitford in L'uomo bicentenario
- Adam Garcia in Le ragazze del Coyote Ugly
- Jeremy Davies in Secretary
- Terence Yin in Lara Croft: Tomb Raider - La culla della vita
- Laurence Fishburne in I Fantastici 4 e Silver Surfer
- Michael Fassbender in Blood Creek
- Paddy Considine in Submarine, Child 44 - Il bambino n. 44
- Riccardo Scamarcio in Polisse
- Sacha Baron Cohen in Il dittatore
- Peter Cambor in Per sempre la mia ragazza

### Animazione
- Nefite e Kenji Tsukino in Sailor Moon
- Roter Realso in Slayers
- Portuguese D. Ace in One Piece
- Papà in Caillou
- Aladar in Dinosauri
- Sesshōmaru in Inuyasha
- Stephen Abootman in South Park
- Arataka Reigen in Mob Psycho 100
- Meister in Tenken - Reincarnato in una spada

### Videogiochi
- Boost in Cars 2
- Yggdrasil in Tales of Symphonia